# Love Theme From Superman (Can You Read My Mind)/Main Title Theme From Superman
Love Theme From Superman (Can You Read My Mind)/Ma in Title Theme From Superman è un singolo di Gilda Giuliani pubblicato nel 1979 dalla casa discografica RCA. Guido Cenciarelli, oltre a curare gli arrangiamenti, ha diretto l'orchestra.

## Tracce
1. Love Theme From Superman (Can You Read My Mind) – 5:01 (Williams, Bricusse, Ferraresi)
2. Main Title Theme From Superman – 4:55 (Williams)